# کارلا گرت
کارلا گرت (انگلیسی: Carla Garrett؛ زادهٔ ۳۱ ژوئیهٔ ۱۹۶۷) وزنه‌بردار اهل ایالات متحده آمریکا بود.
وی در مسابقات کشوری و بین‌المللی در مجموع برندهٔ ۲ مدال نقره شده‌است.